# 1449

## Родени
- ? – Доменико Гирландайо, флорентински художник
- 1 януари – Лоренцо Медичи, флорентински княз

## Починали
- 27 октомври – Улуг Бег, тюркски владетел